# گاماگوری، آیچی
گاماگوری، آیچی از شهرهای Aichi Prefecture Japan است که جمعیت آن در January 1 ۲۰۰۸ ۸۲٬۲۶۴نفر بوده‌است.